# アウダースジャパン
アウダースジャパン（英: AUDAZ JAPAN Co.Ltd）は、日本のアダルトビデオメーカーで、アタッカーズの元スタッフが設立した。

## 特徴
主観映像・催眠・レズ・痴女ものに主体としている。映像表現の美しさから高い評価を得ている映像メーカー。
主な代表作品に、卑猥な言葉と主観映像による「雌女anthology」、遠距離恋愛を題材にした「癒らし。」、女優の素顔に迫る「FACE」などがある。
2009年にはau/ソフトバンク公式携帯電話サイト『アウダース☆モバイル』がオープン。
AVグランプリ2009で、『癒らし。』に出演した鮎川なおが女優部門優秀賞に選ばれた。

## 主要レーベル
- 雌女anthology
- 熟雌女anthology
- 癒らし。
- 癒らし。〜大人の恋愛〜
- DOKIレズ
- 恥ずかしいコト。
- 催眠
- ISIS
- なりきり24時間
- FACE
- ぴったりフィット
- LIFE THEATER
- LIVE!
- スペシャル企画
- ラブデリ
- WISH
- UNLIMITED
- PREMIER LABEL
- CHERRY

## 過去の専属女優
- 姫咲しゅり
- 筒見友
- 漣真珠